# Stillahavsbraxen
Stillahavsbraxen (Brama japonica) är en fiskart som beskrevs av Hilgendorf, 1878. Stillahavsbraxen ingår i släktet Brama och familjen havsbraxenfiskar. Inga underarter finns listade i Catalogue of Life.